# Termometr rezystancyjny
Termometr rezystancyjny (oporowy) – przyrząd pomiarowy służący do pomiaru temperatury wykorzystujący zmianę oporu towarzyszącą zmianom temperatury.
Termometr rezystancyjny jest zbudowany z czujnika termometrycznego (rezystora), przewodów, omomierza oraz źródła zasilania.

## Układy pomiarowe
Przemysłowo stosuje się dwie metody stałoprądowe pomiaru temperatury termometrami rezystancyjnymi:
- metoda mostkowa – wykorzystująca mostek Wheatstone’a[2];
- metoda techniczna – polegająca na pomiarze spadku napięcia rezystorze przy przepływie przez niego prądu stałego o znanej wartości[2].

Mierzy się opór elektryczny odpowiednio dobranego elementu pomiarowego (rezystora) przy pomocy omomierza, który jest wyskalowany w jednostkach temperatury. Opór elektryczny metali na ogół rośnie liniowo wraz ze wzrostem temperatury. Pozwala to na wykorzystanie tego zjawiska w termometrach. Stosowane są oporniki platynowe, niklowe i miedziane ze względu na wysoką temperaturę topnienia i odporność na korozję.
Często są stosowane oporniki o oznaczeniach:
- Pt100 – opornik platynowy o wartości pomiarowej 100 Ω w 0 °C
- Pt500 – opornik platynowy o wartości pomiarowej 500 Ω w 0 °C
- Pt1000 – opornik platynowy o wartości pomiarowej 1000 Ω w 0 °C
- Ni100 – opornik niklowy o wartości pomiarowej 100 Ω w 0 °C